# Alexandra Daisy Ginsberg
Alexandra Daisy Ginsberg (1982) es una artista británica y sudafricana que vive y trabaja en Londres, Reino Unido. Es conocida por obras de arte que exploran la relación entre los humanos, la tecnología y la naturaleza. Muchas de sus obras se realizan utilizando inteligencia artificial y biología sintética.

## Biografía

### Primeros años y educación
En 2004, Ginsberg completó una maestría (Cantab) en arquitectura en la Universidad de Cambridge. Más adelante, entre 2005 y 2006, fue estudiante visitante en la Universidad de Harvard. En 2009, Ginsberg realizó una maestría en Interacciones de Diseño en la Royal College of Art, en Londres, Reino Unido. En 2017, Ginsberg terminó un doctorado en la Royal College of Art. Su tesis exploró la noción de lo «mejor» en relación con el diseño y la biología sintética.

### Carrera artística
Las obras artísticas de Ginsberg se centran en la relación de los seres humanos con el mundo no humano, abordando temas como la inteligencia artificial, la biología sintética, la biodiversidad, la naturaleza, la conservación y la evolución. Su formación en diseño y la biología sintética a menudo influye en su práctica artística.
Sus instalaciones se han expuesto en distintos museos, como en el Centro Pompidou, el Museo de Arte Moderno de Nueva York, el Somerset House, el Museo de Arte Contemporáneo de Tokio y la Real Academia en Londres.
Ginsberg ha expuesto sus proyectos artísticos en varias instituciones; entre ellas el Museo de Historia Natural de Londres, la Serpentine Gallery de Londres; la Royal Academy de Londres; el Museo Nacional Thyssen-Bornemisza de Madrid; el Centro Pompidou de París; el Museo V&A de Londres; el MIT de Boston; el Museo de Arte Moderno de Nueva York y en Ted Global.
También ha recibido diversos premios, como el Premio S+T+ARTS 2023 - Gran Premio a la Exploración Artística; el Breakthrough of the Year, Ciencia en las Artes, Falling Walls, en 2020; el Premio Rapoport para Mujeres en Arte y Tecnología, 2019; el Premio Changemaker, Dezeen, 2019;  la Medalla de Diseño de Londres, 2012 y Future 50, de la Icon Magazine, 2013.

## Obras notables
Para la sexta extinción de Using AI and speculative thinking, Ginsberg creó una pieza titulada The Sixth Extinction (La sexta extinción). Esta obra muestra el potencial de la biología sintética cuando se combina con la conservación de los ecosistemas. La pieza resalta la idea de organismos diseñados para proteger ecosistemas con riesgo de desaparición. También existe una yuxtaposición subyacente entre la propiedad gubernamental y la industrialización de la naturaleza. Esta obra fue expuesta por la Galería de Ciencias del Trinity College de Dublín en la exposición Grow Your Own. Ginsberg fue la curadora de esta exposición, junto con Michael John Gorman, Paul Freemont, Anthony Dunne y Cathal Gravey. Esta exposición estuvo abierta del 25 de diciembre de 2013 al 19 de enero de 2014.
Su obra Resurrecting the Sublime (Resucitando lo Sublime) es una serie colaborativa de instalaciones inmersivas que muestran la combinación de ADN extraído y tecnologías de fragancias sintéticas. Estas piezas inmersivas permiten a las personas experimentar la fragancia de flores extintas que se perdieron como resultado de la conquista imperialista. Estas flores incluyen el Hibiscadelphus wilderianus, el Orbexilum estimateum y el Leucadendron grandiflorum. Para esta obra, Ginsberg colaboró junto a Sissel Tolaas y Christina Agapakis liderando a los investigadores e ingenieros de Ginkgo Bioworks.
En 2021 realizó Pollinator Pathmaker Project, comisionada por el Proyecto Edén, quienes solicitaron la creación de una obra de arte respetuosa con los polinizadores, con la forma de jardines generados mediante un algoritmo. El algoritmo se diseñó para ser empático con la forma en que los insectos ven el mundo y lo que consideran arte. El objetivo del proyecto era maximizar la diversidad de polinizadores y crear obras de arte multiespecie colaborando con plantas, animales y personas.
El proyecto The Lost Rhino (El rinoceronte perdido) es una exhibición de cuatro partes sobre el rinoceronte blanco del norte, una especie en peligro de extinción. Una de las piezas es una proyección llamada 'The Substitute'. Ginsberg creó esta pieza usando tecnología de inteligencia artificial combinada con imágenes del último ejemplar de su tipo. Esta pieza es un comentario sobre cómo la conservación cada vez se centra menos en los animales existentes, mientras que el problema de la desaparición sigue vigente. Las otras tres partes de la exposición también fueron curadas por Ginsberg. Entre ellas se incluyen impresiones facsímiles inexactas del rinoceronte blanco del norte realizadas en el siglo XVI por Alberto Durero, una película que muestra las células cardíacas en crecimiento del difunto rinoceronte blanco del norte Angalifu y taxidermia de subespecies del rinoceronte blanco del sur.

## Colecciones
- Instituto de Arte de Chicago[26]
- Cooper Hewitt[27]
- Centro de Arte y Medios ZKM de Karlsruhe[28]